# Fondation Batonga
La fondation Batonga est une organisation à but non lucratif créée en 2006 à Washington (États-Unis) par Angélique Kidjo, une artiste chanteuse d'origine béninoise. 

## Objectifs
L'objectif principal de la fondation est d'aider les jeunes filles à bénéficier non seulement de l'éducation primaire mais aussi de l’éducation secondaire en vue de contribuer au développement des pays africains dans tous les domaines.

### Objectifs spécifiques
La fondation a pour objectif d'accompagner des jeunes filles vulnérables et celles dont les parents n'ont pas les moyens pour assurer leur éducation à travers l'octroi de fournitures et de bourses scolaires. Grâce au soutien de l'industrie créative et du secteur social, Batonga s'attaque aux problèmes urgents auxquels sont confrontées les adolescentes et les jeunes femmes les plus démunies sur le continent africain. De même, elle se concentre sur le démantèlement des normes et des barrières qui les retiennent et les aide à transformer leur potentiel pour pouvoir mener une vie saine, indépendante, sûre et épanouissante. De par son travail, la fondation a  obtenu le partenariat de l'UNICEF et d'autres fondations comme la Mastercard Foundation,, ainsi que des volontaires tels que Peace Corps. En décembre 2018, la fondation obtient un accord de siège au ministère des Affaires étrangères devant le chef de la diplomatie béninoise et le ministre de la Culture.

## Missions
La mission de la fondation Batonga est d'améliorer les conditions de vie des filles et des femmes et les doter des compétences nécessaires pour être des vecteurs ou des agents de changement dans leurs communautés. En vue d'atteindre sa mission, elle octroie des bourses, des donations de fournitures scolaires, la construction des établissements secondaires, les plaidoyers pour la prise de conscience de la valeur des filles. Outre ces plans d'actions, la fondation veille à ce que les filles et femmes aient des capacités dans le domaine du leadership à travers la mise en place des programmes élaborés. Elle s’efforce d’aller « au-delà de la route goudronnée » et d’atteindre les filles « invisibles » ou généralement exclues des initiatives d’éducation et de développement traditionnelles.

## Réalisations au Bénin et dans le monde
Dans le cadre de la lutte contre la Covid-19, la fondation Batonga a mis en place un plan de prévention et d’atténuation avec ses équipes pour assurer le bien-être et la sécurité de certaines communautés. La sensibilisation et la fabrication des gels hydroalcooliques sont également des apports de la fondation. 
En octobre 2019 au Bénin, elle s'est associée à TOMS et l'UNICEF pour offrir de nouvelles paires de chaussures à plus de 67 000 filles. De même, elle collabore avec l'UNICEF en distribuant 200 paires de chaussures dans le Collège d'Enseignement Général de Copargo au Bénin pour encourager les filles à poursuivre les études.